# Mette Frederiksen
Mette Frederiksen (Aalborg, 19 de noviembre de 1977) es una política danesa del Partido Socialdemócrata y primera ministra de Dinamarca desde el 27 de junio de 2019. Ha sido miembro del Folketing, el parlamento desde 2001. El 28 de junio de 2015 sucedió a Helle Thorning-Schmidt como dirigente del Partido Socialdemócrata.

## Biografía

### Primeros años y educación
Mette Frederiksen nació en Aalborg, en el norte de Jutlandia. Es hija de Flemming Frederiksen, tipógrafo, y Magrete Frederiksen, trabajadora social. Creció en un entorno obrero con una fuerte orientación hacia los valores sociales.
Frederiksen asistió al instituto Aalborghus Gymnasium y posteriormente estudió administración y ciencias sociales en la Universidad de Aalborg, donde obtuvo un título de licenciada en Administración y Ciencias Sociales en 2007. También obtuvo una maestría en Estudios Africanos del University of Copenhagen (2009).

### Carrera política

#### Inicios
Frederiksen comenzó como consultora juvenil en la Confederación Danesa de Sindicatos (LO) entre 2000 y 2001 luego a sus 24 años fue elegida por primera vez al Folketing en 2001, representando a Copenhague. Revalidado este puesto desde entonces. Entre el año 2005 y 2011 fue vicepresidenta del grupo parlamentario de los Socialdemócratas.

#### Ministra en el gobierno
Luego de las elecciones de 2011, y a pesar de que los socialdemócratas de Helle Thorning-Schmidt quedaron por detrás del partido Venstre, liderado por el primer ministro Lars Løkke Rasmussen, se formó una coalición de centroizquierda entre los Socialdemócratas, los Social Liberales y la Izquierda Verde, con el apoyo externo y la tolerancia parlamentaria de la Alianza Rojo-Verde. Tras la formación del gobierno de coalición, Mette Frederiksen fue nombrada ministra de Empleo el 3 de octubre de 2011, en sustitución de la liberal Inger Støjberg. Ocupó ese cargo hasta el 10 de octubre de 2014. Luego de la salida de la Izquierda Verde del gobierno, Frederiksen pasó a encabezar el Ministerio de Justicia, función que desempeñó hasta el 28 de junio de 2015.
Tras las elecciones de 2015, los Socialdemócratas recuperaron el primer lugar en número de escaños, posición que habían perdido en 2001. Sin embargo, a pesar de haber mejorado los resultados del bloque que sostenía al gobierno de Thorning-Schmidt, no lograron alcanzar la mayoría parlamentaria y fueron superados por el bloque opositor. Como resultado, la líder socialdemócrata renunció a intentar formar un nuevo gobierno y dimitió de todos sus cargos.

#### Líder de los socialdemócratas y de la oposición
Tras la dimisión de Helle Thorning-Schmidt como líder del partido, Frederiksen fue elegida como su sucesora el 28 de junio de 2015. Con la llegada de Frederiksen al liderazgo, el Partido Socialdemócrata viró hacia la izquierda en cuestiones económicas, al tiempo que endurecía su discurso sobre inmigración y reforzaba su postura en favor del control fronterizo, línea que posteriormente caracterizaría a los gobiernos encabezados por Frederiksen. Al asumir el liderazgo del partido, Frederiksen pasó automáticamente a ocupar el cargo de líder de la oposición frente al gobierno del primer ministro Lars Løkke Rasmussen.
Durante la campaña electoral de 2019, Frederiksen anunció que, en caso de ganar las elecciones, su preferencia era formar un gobierno monocolor compuesto únicamente por los socialdemócratas, incluso si esto implicaba depender del apoyo externo de otras formaciones. El líder de los Social Liberales, Morten Østergaard, respondió que, si Frederiksen deseaba contar con su respaldo parlamentario, tendría que estar dispuesta a hacer concesiones. Por su parte, el partido ecologista y de izquierdas La Alternativa, tradicionalmente alineado con los socialdemócratas, declaró que no respaldarían a Frederiksen en caso de que sus escaños fueran decisivos para su investidura.
El primer ministro Rasmussen anunció que las elecciones se celebrarían el 5 de junio, decisión que fue interpretada por algunos sectores como una estrategia política en contra de Frederiksen, ya que en ese momento la líder socialdemócrata se encontraba convaleciente por motivos de salud y no pudo participar en varios debates. No obstante, Frederiksen lanzó oficialmente su campaña el 10 de mayo.
El 16 de mayo, Løkke Rasmussen publicó un libro en el que se mostraba abierto a la posibilidad de negociar una coalición entre su partido, Venstre, y los socialdemócratas, aunque aclaró que su preferencia seguía siendo un gobierno de centroderecha. Esta propuesta generó críticas dentro de su propio partido. La idea fue rechazada de inmediato por Frederiksen, quien afirmó que existían diferencias fundamentales entre ambas formaciones y reiteró su intención de formar un gobierno socialdemócrata en solitario.

#### Primera ministra
En las elecciones generales de 2019, los Socialdemócratas revalidaron su condición de primera fuerza, mejorando incluso su resultado anterior en un escaño. Además, el bloque opositor de centroizquierda, encabezado por Mette Frederiksen, obtuvo buenos resultados, lo que impidió al bloque gubernamental mantener el poder. Como consecuencia, la misma noche electoral, el entonces primer ministro Lars Løkke Rasmussen anunció que su gobierno presentaría la renuncia en bloque al día siguiente.
Tras una ronda de consultas con la reina Margarita II, Frederiksen fue designada para explorar la formación de un nuevo gobierno. Tal como había anticipado durante la campaña, optó por constituir un gobierno minoritario del Partido Socialdemócrata, con apoyo parlamentario externo de los Social Liberales, la Alianza Roji-Verde y el Partido Popular Socialista. Las negociaciones para su investidura fueron las más largas desde 1988, prolongándose durante 20 días. Finalmente, Frederiksen fue investida el 27 de junio de 2019, convirtiéndose, con 41 años, en la primera ministra más joven en la historia de Dinamarca.
Tras las elecciones generales de 2022 (anticipadas y celebradas el 1 de noviembre), Frederiksen volvió a mejorar su resultado, ganando dos escaños adicionales para los Socialdemócratas. Sin embargo, el bloque de centroizquierda que la había sostenido perdió cohesión, aunque se mantuvo una mayoría general en el Folketing. La reina volvió a designar a Frederiksen como encargada de formar gobierno, y esta anunció su intención de negociar con todas las fuerzas parlamentarias, excepto el Partido Popular Danés y los Demócratas de Dinamarca.
Durante las negociaciones, tanto la Alianza Roji-Verde como La Alternativa se retiraron, lo que descartó la posibilidad de reeditar un gobierno apoyado exclusivamente por el bloque de centroizquierda. Finalmente, el 13 de diciembre de 2022, Frederiksen anunció la formación de un gobierno de coalición entre los Socialdemócratas, el partido liberal Venstre y los Moderados, una formación recientemente creada por el ex primer ministro y antiguo rival de Frederiksen, Lars Løkke Rasmussen.

## Amenazas y ataques
A lo largo de los años, varias personas han sido condenadas por amenazar a Mette Frederiksen. En 2021, un hombre de 52 años fue condenado a 50 días de prisión por amenazas contra la primera ministra. En 2022, un hombre de 43 años, residente en Esbjerg, recibió una condena de seis meses de prisión por un caso similar.
Una manifestación contra las restricciones por el coronavirus, celebrada en 2021, derivó en un proceso judicial en el Tribunal de Frederiksberg. Tres hombres, de aproximadamente 30 años, fueron acusados de amenazar a Frederiksen al colgar una muñeca con un cartel en el que se leía "Debe ser asesinada". No obstante, el tribunal los absolvió al considerar que no se podía probar que las amenazas estuvieran específicamente dirigidas a ella.
El 7 de junio de 2024, Frederiksen fue agredida físicamente en la plaza Kultorvet, en Copenhague. Un hombre la golpeó y fue detenido de inmediato por la policía de Copenhague.

## Controversias

### Escuela privada
Frederiksen ha sido objeto de críticas por una supuesta contradicción entre sus declaraciones públicas y sus decisiones personales en materia educativa. En 2010 y 2012, matriculó a sus dos hijos en escuelas privadas en lugar de en la escuela primaria pública local. La controversia surgió debido a un artículo que había escrito en 2005, en el que criticaba a los padres con recursos por optar por la educación privada en lugar de contribuir al fortalecimiento del sistema escolar público. En dicho artículo afirmó, entre otras cosas: «Simplemente no es útil que los padres con hijos superdotados envíen a sus hijos a una escuela privada en cuanto hay problemas en la primaria. Todos tienen la responsabilidad de garantizar el funcionamiento de la escuela primaria».
En respuesta a las críticas, Frederiksen argumentó en ambas ocasiones que sus decisiones políticas no debían interferir en lo que consideraba lo mejor para la educación de sus hijos.

### Caso Visón
En una conferencia de prensa el 4 de noviembre de 2020, la primera ministra anunció que el gobierno danés había decidido sacrificar a todos los visones del país debido al riesgo de transmisión de una mutación del virus SARS-CoV-2 a los seres humanos. En los días siguientes, las autoridades notificaron a los criadores que todos sus animales debían ser eliminados.
Sin embargo, pronto se evidenció que no existía base legal para ordenar el sacrificio de visones sanos fuera de las zonas afectadas. Como consecuencia, el ministro de Alimentación, Agricultura y Pesca, Mogens Jensen, presentó su dimisión el 18 de noviembre de 2020, asumiendo su responsabilidad en la gestión del caso. En diciembre del mismo año, el Parlamento danés estableció una comisión de investigación, conocida como la Comisión del Visón, con el objetivo de esclarecer los hechos relacionados con la decisión gubernamental.
En junio de 2022, la comisión publicó su informe, en el que concluyó que las declaraciones realizadas por Frederiksen en la conferencia de prensa del 4 de noviembre fueron objetivamente gravemente engañosas, aunque también señaló que la primera ministra no era consciente de que la decisión carecía de respaldo legal en ese momento. El informe criticó asimismo la actuación del ministro Mogens Jensen y de varios altos funcionarios, entre ellos la directora del Departamento del primer ministro, Barbara Bertelsen.
Posteriormente, una mayoría en el Folketing —compuesta por los Socialdemócratas, la Izquierda Radical, el Partido Popular Socialista y la Lista de la Unidad— acordó imponer una sanción económica (multa) tanto a Mette Frederiksen como a Mogens Jensen por su papel en el caso.

## Vida privada
Se casó por primera vez en 2003 con Erik Harr, con quien tuvo dos hijos: Ida Feline (2002) y Magne (2006). Se divorciaron en 2014. Desde 2014 mantuvo una relación con el director de cine Bo Tengberg; se casaron el 15 de julio de 2020.

## Condecoraciones
- Condecorada como comendadora de primera clase de la Orden de Dannebrog.